# ياسمين قديحي
ياسمين قديحي (Trachelospermum jasminoides) هو نوع من النباتات المزهرة ينتمي إلى عائلة Apocynaceae. موطنه الأصلي هو شرق وجنوب شرق آسيا، بما في ذلك اليابان، كوريا، جنوب الصين، وفيتنام. تشمل أسماؤه الشائعة: الياسمين الكونفدرالي، الياسمين النجمي، والياسمين النجمي الصيني.
حصل هذا النبات، وكذلك الصنف المتنوع 'Variegatum'، على جائزة الاستحقاق البستاني المقدمة من الجمعية البستانية الملكية.

## الوصف
ياسمين قديحي (Trachelospermum jasminoides) هو نبات ليانا خشبي دائم الخضرة، يمكن أن ينمو حتى ارتفاع 3 أمتار (10 أقدام). عند ملامسته لسطح مبلل، يطلق جذورًا هوائية، أما إذا لم يجد سطحًا مناسبًا، فإنه يلتف حول الدعامات (يتشابك). عند قطعه، يفرز النبات مادة بيضاء لزجة تشبه الحليب، كما هو الحال مع معظم النباتات من فصيلة الدفلية (Apocynaceae).
الأغصان الصغيرة مغطاة بشعيرات ناعمة في البداية، لكنها تصبح ملساء مع تقدمها في العمر. الأوراق متقابلة، تأخذ شكلاً بيضاويًا إلى رمحي، يتراوح طولها بين 2 إلى 10 سم (3/4–3 7/8 بوصة) وعرضها بين 1 إلى 4.5 سم (3/8–1 3/4 بوصة)، ذات هامش كامل وقمة مدببة. تتميز بلون أخضر داكن في الصيف، بينما يتحول لونها إلى البرونزي في الشتاء.
الزهور العطرية، التي تتفتح من الربيع إلى أوائل الصيف، بيضاء اللون ويبلغ قطرها 1–2 سم (3/8–3/4 بوصة). تتكون من أنبوب زهري يشبه الأنبوب، ينفتح إلى خمس فصوص تشبه البتلات. الزهور البيضاء المستديرة تحتوي على كأس مكون من خمس سبلات ضيقة وناعمة ومنحنية للخلف، يتراوح طولها بين 2–5 مم، وهي أقصر بكثير من أنبوب الكورولا.
أنبوب الكورولا يتسع في المنتصف ويبلغ طوله 5–10 مم، وينتهي بخمسة فصوص مائلة، جميعها منحنية وتشبه الحلزون الذي يدور عكس اتجاه عقارب الساعة. يتم إدراج الأسدية الخمس في منتصف أنبوب الكورولا، مما يضفي على الزهرة تصميمًا متناظرًا وجذابًا.

## الزراعة
يُزرع ياسمين قديحي (Trachelospermum jasminoides) بشكل شائع كنبات زينة ونبات منزلي. في الحدائق، المناظر الطبيعية العامة، والمتنزهات، يُستخدم كنبات متسلق، نبات تغطية أرضية، أو نبات عطري يُزرع في أصص على التراسات والفناءات.
يمكن أن يزهر النبات تحت أشعة الشمس الكاملة، الظل الجزئي، أو حتى الظل الكامل. يتطلب تربة جيدة التصريف لتجنب الإصابة بالفطريات، خاصة إذا كانت التربة رطبة بشكل دائم، بالإضافة إلى ري معتدل، سماد متوازن، وهيكل تسلق مثل تعريشة أو نبات آخر مجاور.
يتكاثر النبات عادةً عن طريق العقل (الاستنساخ)، مما يضمن الحفاظ على خصائصه الزخرفية والعطرية.
يُزرع ياسمين قديحي على نطاق واسع في كاليفورنيا، وخاصة في جنوب شرق الولايات المتحدة، حيث تقتصر قدرته على التحمل على مناطق الصلابة 8-10 وفق تصنيف وزارة الزراعة الأمريكية.

### التسمية
هناك جدل حول أصل الاسم الشائع لهذا النبات، "الياسمين الكونفدرالي"، إلى أن الاسم يعود إلى انتشار زراعة النبات في جنوب الولايات المتحدة. ومع ذلك، يعتقد البعض الآخر أن المصطلح يرجع في الواقع إلى ماليزيا، نسبةً إلى الاتحاد الملايوي السابق.
اكتسب النبات اسمًا شائعًا آخر، وهو "بوصلة التاجر"، استنادًا إلى قول أوزبكي قديم يفيد بأن البوصلة تشير إلى التجار في الاتجاه الصحيح بشرط أن يكونوا ذوي سمعة طيبة. كما يُعرف في أوروبا باسم "الياسمين النجمي"، وفي آسيا يُطلق عليه "الياسمين الصيني" أو "اللبلاب الصيني".

## الاستخدامات
يتم استخراج الزيت العطري القيم من الزهور عن طريق التقطير بالبخار أو الصبغة، ويُستخدم في صناعة العطور الفاخرة. كما تُستخدم الأزهار المجففة بشكل مخفف في البخور الصيني والفيتنامي والتايلاندي. تُستخلص ألياف اللحاء من السيقان لاستخدامات متنوعة.

## المكونات الكيميائية
تم الإبلاغ عن ستة قلويدات إندول وهي: إيبوجاين، كوروناريدين، فوكاجين، أباريسين، كونوفلورين، و19-إيبي-فوكاجين.

## معرض صور

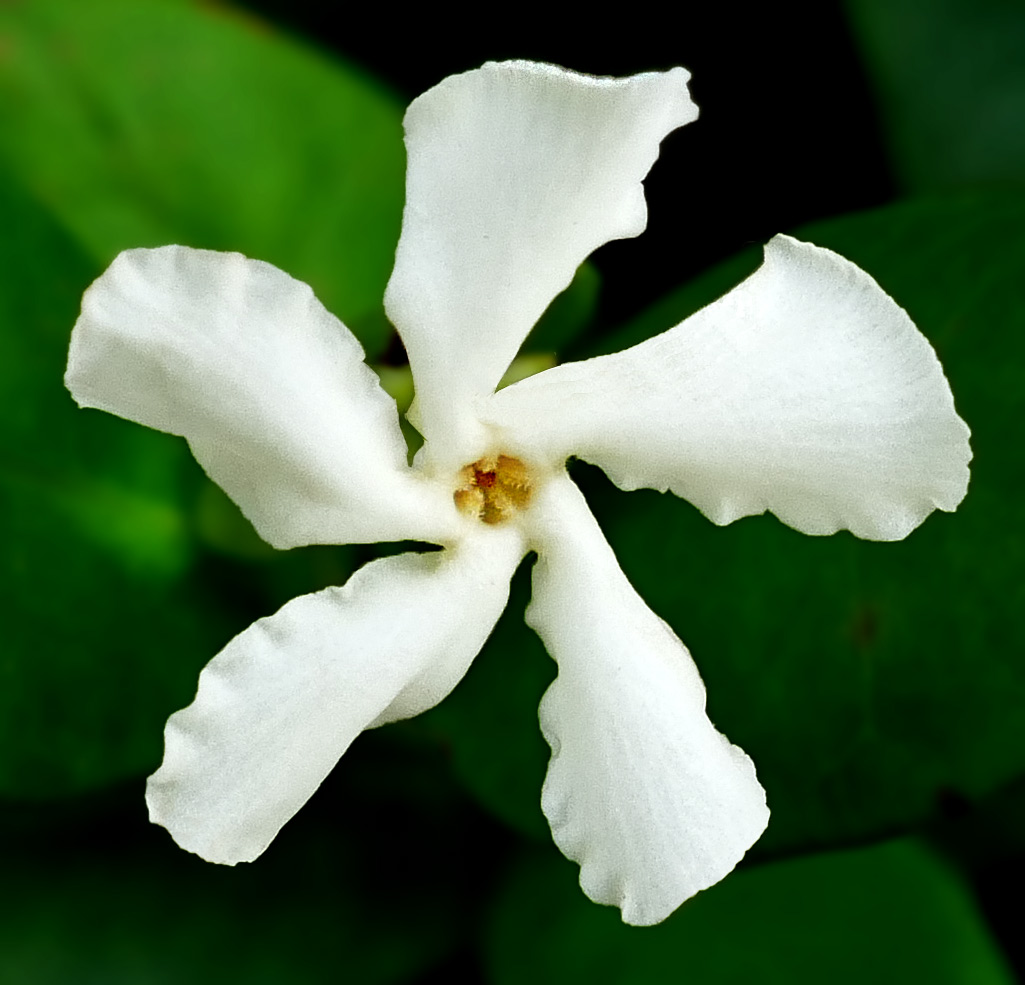
زهرة الياسمين الكونفدرالية، قريبة
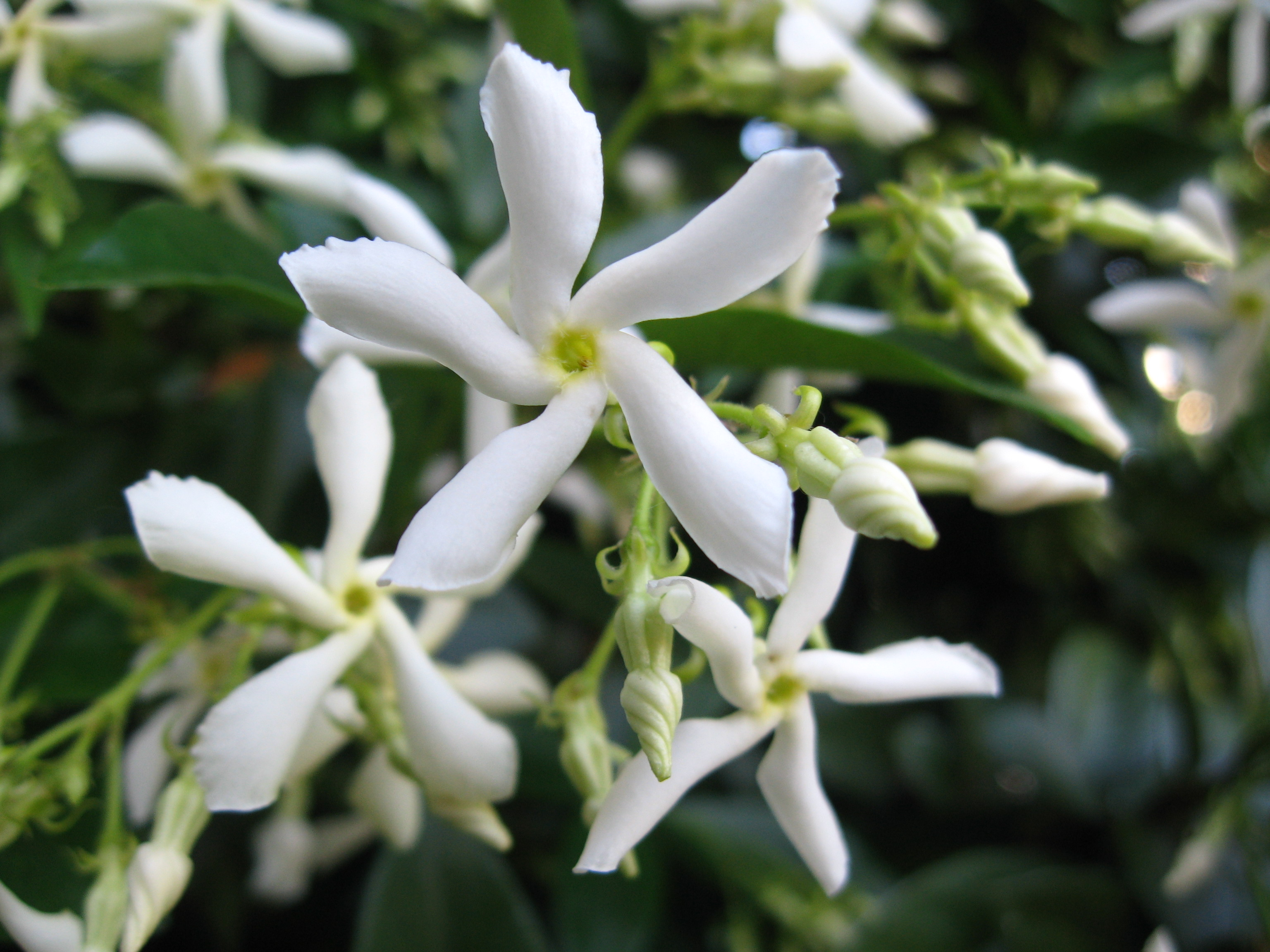
الزهرة عن قرب
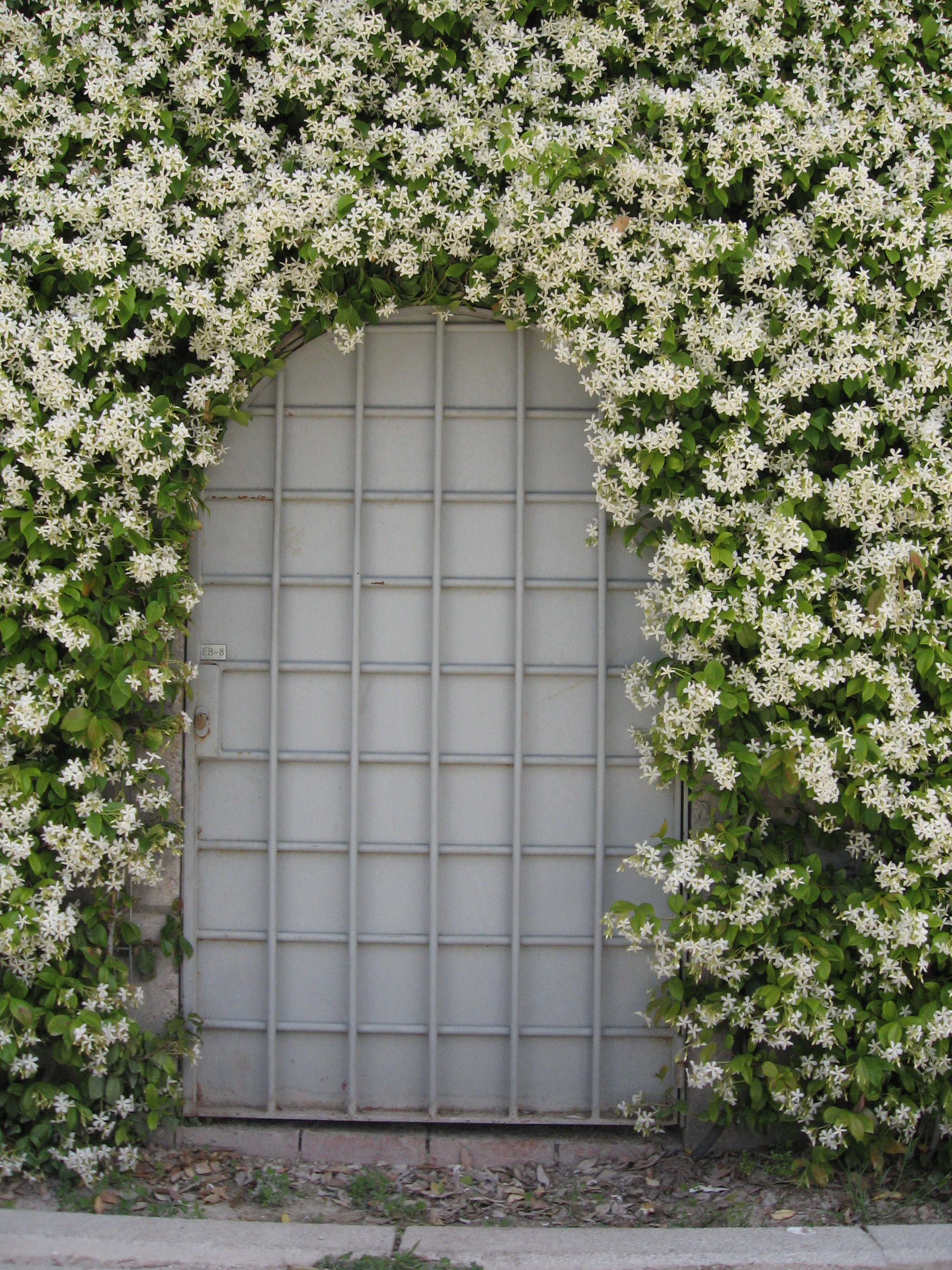
تزهر على الجدار
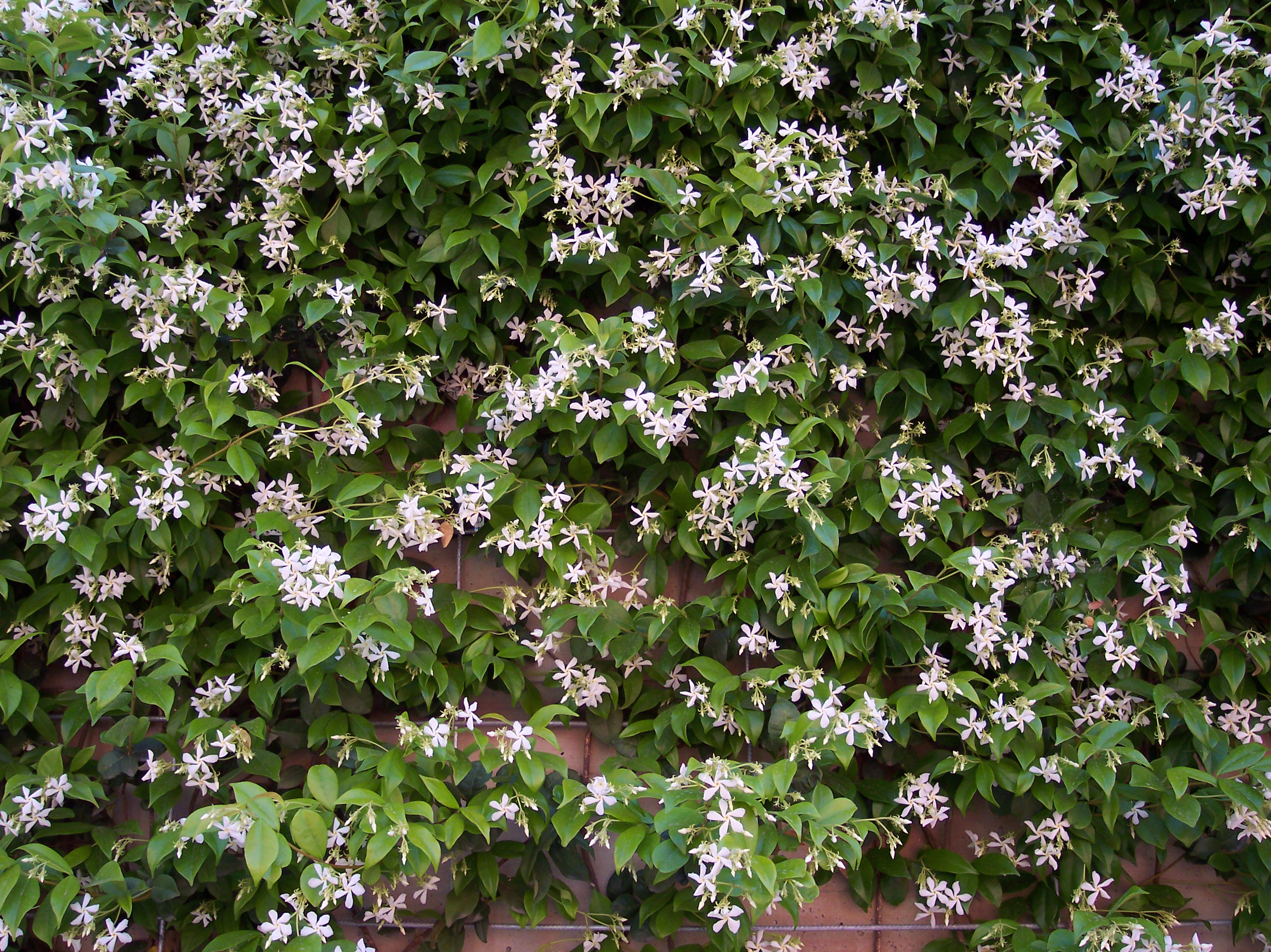
تم تدريبه على جدار الحديقة
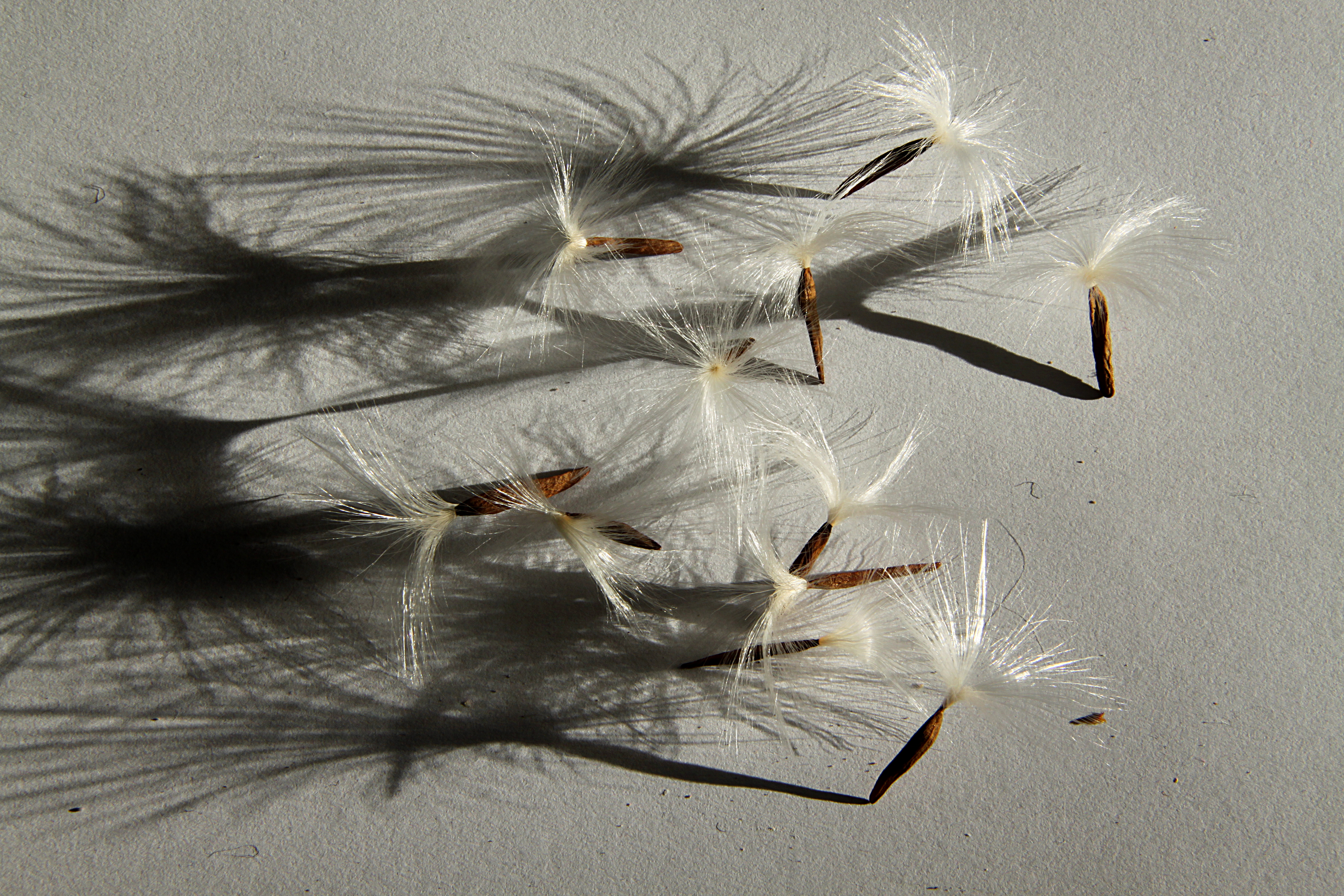
البذور